# 李僅可
李僅可（1504年—？），字子與，直隸廣平府清河縣人，民籍，明朝政治人物。

## 生平
嘉靖十年（1531年）辛卯科順天府鄉試第三十一名舉人。嘉靖十七年（1538年）中式戊戌科會試第一百二十七名，登第三甲第一百九十五名進士。除大理评事，多所平反。又嘗論邊事知名，升陕西僉事，臺臣以具文武才，荐遷兵備，駐涇邠要地。卒于官。自幼力學，能古文詞。平生清苦自勵，雖官陟臺憲，服御一如布衣，田宅無所增置。

## 家族
曾祖李祥；祖父李璽；父李隆，母閻氏。具庆下。弟學可、許可。